# سونچات راتیواتانا
 سونچات راتیواتانا (انگلیسی: Sonchat Ratiwatana؛ زادهٔ ۲۳ ژانویهٔ ۱۹۸۲) یک تنیس‌باز اهل تایلند است.